# لقنورانيات
اللقنورانيات (الاسم العلمي: Lecanoromycetidae) هي تحت طائفة من الفطريات تتبع طائفة اللقنورانية.

## التصنيف
- رتبة اللقنوريات
  - رتيبة اللقنوراويات
    - الفصيلة اللقنورية
      - جنس اللقنورة
- رتبة المتدارعيات
  - رتيبة المتدارعاويات
    - فصيلة المتدارعات
      - جنس المتدارعة